# Szymon Kapała
Szymon Kapała (ur. 9 lutego 1980) – polski brydżysta, Mistrz Międzynarodowy.

## Wyniki brydżowe

### Zawody światowe
W światowych zawodach zdobył następujące lokaty:
| Mistrzostwa Świata. Konkurencja par | Mistrzostwa Świata. Konkurencja par | Mistrzostwa Świata. Konkurencja par   | Mistrzostwa Świata. Konkurencja par | Mistrzostwa Świata. Konkurencja par | Mistrzostwa Świata. Konkurencja par |
| Rok                                 | Miejsce                             | Zawody                                | Kategoria                           | Partner                             | Pozycja                             |
| ----------------------------------- | ----------------------------------- | ------------------------------------- | ----------------------------------- | ----------------------------------- | ----------------------------------- |
| 2003                                | Tata                                | 5. Młodzieżowe Mistrzostwa Świata Par | Juniorzy                            | Łukasz Brede                        | 7                                   |
| 2001                                | Stargard                            | 4. Mistrzostwa Świata Par Juniorów    | Juniorzy                            | Krzysztof Buras                     | 73                                  |
| 1999                                | Nymburk                             | 3. Mistrzostwa Świata Par Juniorów    | Juniorzy                            | Krzysztof Buras                     | 9                                   |
| 1997                                | Santa Sofia Forlí                   | 2. Mistrzostwa Świata Par Juniorów    | Juniorzy                            | Krzysztof Buras                     | 22                                  |

### Zawody europejskie
W europejskich zawodach zdobył następujące lokaty:
| Zawody europejskie. Konkurencja teamów | Zawody europejskie. Konkurencja teamów | Zawody europejskie. Konkurencja teamów    | Zawody europejskie. Konkurencja teamów | Zawody europejskie. Konkurencja teamów | Zawody europejskie. Konkurencja teamów |
| Rok                                    | Miejsce                                | Zawody                                    | Kategoria                              | Drużyna                                | Pozycja                                |
| -------------------------------------- | -------------------------------------- | ----------------------------------------- | -------------------------------------- | -------------------------------------- | -------------------------------------- |
| 2000                                   | Antalya                                | 17. Młodzieżowe Mistrzostwa Europy Teamów | Młodzież Szkolna                       | Poland                                 | 1                                      |
| 1998                                   | Wiedeń                                 | 16. Młodzieżowe Mistrzostwa Europy Teamów | Młodzież Szkolna                       | Poland                                 | 3                                      |
| 1996                                   | Cardiff                                | 15. Młodzieżowe Mistrzostwa Europy Teamów | Młodzież Szkolna                       | Poland                                 | 10                                     |

| Zawody europejskie. Konkurencja par | Zawody europejskie. Konkurencja par | Zawody europejskie. Konkurencja par | Zawody europejskie. Konkurencja par | Zawody europejskie. Konkurencja par | Zawody europejskie. Konkurencja par |
| Rok                                 | Miejsce                             | Zawody                              | Kategoria                           | Partner                             | Pozycja                             |
| ----------------------------------- | ----------------------------------- | ----------------------------------- | ----------------------------------- | ----------------------------------- | ----------------------------------- |
| 2001                                | Sorento                             | 11. Mistrzostwa Europy Par          | Open                                | Krzysztof Buras                     | 87                                  |
| 1999                                | Warszawa                            | 10. Mistrzostwa Europy Par          | Open                                | Maciej Czajkowski                   | 363                                 |